# 5. proletarska brigada (NOVJ)
Za druge 5. brigade glejte 5. brigada.
5. (črnogorska) proletarska brigada (srbohrvaško 5. proleterska brigada) je bila brigada v sestavi Narodnoosvobodilne vojske in partizanskih odredov Jugoslavije in ki je delovala med drugo svetovno vojno na področju Kraljevine Jugoslavije.

## Zgodovina
Brigada je bila ustanovljena 10. junija 1942, pri čemer je bila 4 bataljone v skupni moči 600 borcev.

## Organizacija
- štab
- 4x bataljon